# Abrud
Abrud (ungarisch Abrudbánya, deutsch Großschlatten) ist eine Kleinstadt im Kreis Alba in der Region Siebenbürgen in Rumänien. Durch den Ort fließt der gleichnamige Fluss.

## Geschichte
Der Ort Abrud entstand auf den Fundamenten einer ehemaligen dako-römischen Siedlung rund um ein Numeruskastell namens „Abruttus“. 1472 erhielt Abrud die Stadtrechte. Die Stadt diente im Mittelalter dem Verteidigungssystem der Goldminen von Roșia Montană, die nördlich von Abrud liegen. Im Jahre 1559 entstand in Abrud eine Druckerei. Während des Aufruhrs im Jahre 1784 kämpften die Bauernführer Horea (Vasile Ursu Nicola), Cloșca (Ion Oargă) und Crișan (Marcu Giurgiu) in Abrud gegen die österreichische Armee.

## Verkehr
Die Schmalspurbahn Turda–Abrud hat in Abrud einen Bahnhof. 

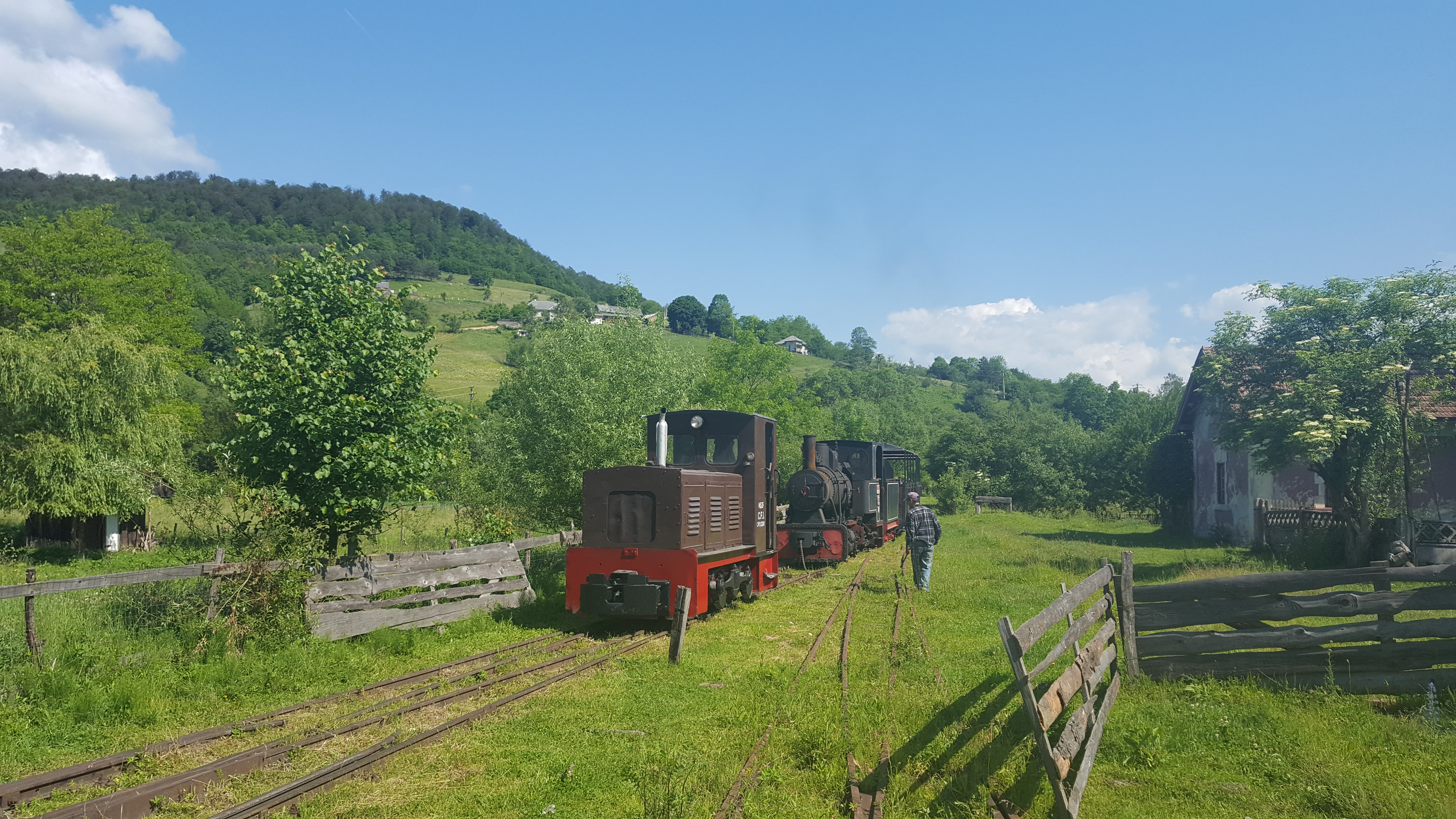
Schmalspurbahn in Abrud
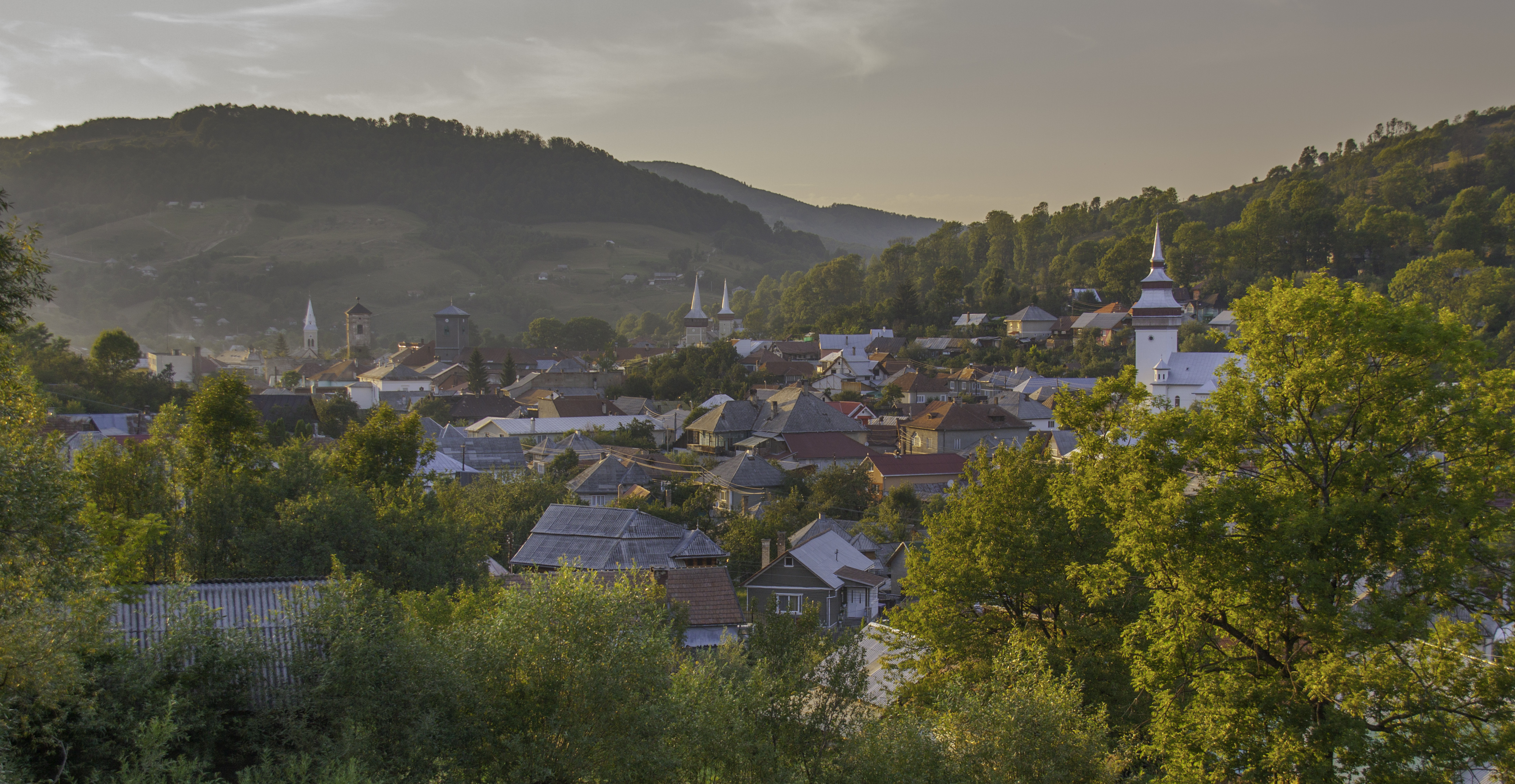
Blick auf Abrud